# Broumov (okres Náchod)
Broumov (Duits: Braunau) is een Tsjechische stad in de regio Hradec Králové, en maakt deel uit van het district Náchod. Broumov telt 8151 inwoners. Broumov was tot 1945 een plaats met een overwegend Duitstalige bevolking. Na de Tweede Wereldoorlog werd de Duitstalige bevolking verdreven.

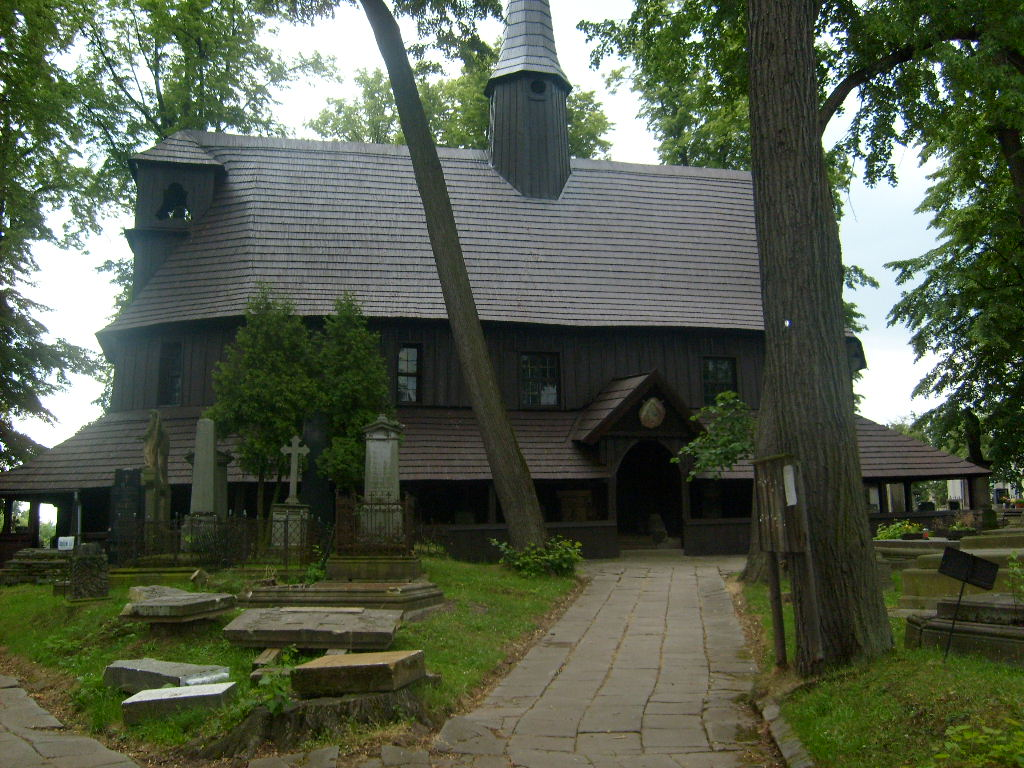
De Mariakerk te Broumov

## Bezienswaardigheden
In Broumov is de oudste, nog bestaande houten kerk van Tsjechië te vinden, de Mariakerk (Kostel Panny Marie). De kerk dateert uit de 12e eeuw en is thans nog steeds in gebruik.

## Trivia
Rijkspresident en veldmaarschalk Paul von Hindenburg geloofde op hoge leeftijd altijd dat de van oorsprong Oostenrijkse Adolf Hitler uit Broumov (Braunau in Böhmen, voor 1919 deel van Oostenrijk-Hongarije) afkomstig was en noemde Hitler dan ook neerbuigend „der böhmische Gefreite” (de Boheemse korporaal). Adolf Hitler werd echter geboren in Braunau am Inn dicht bij de Oostenrijks-Duitse grens (grens Oberösterreich met het koninkrijk Beieren). 

## Geboren
- Joeri Heerkens (2006), Nederlands-Tsjechisch voetballer

Adršpach ·
Bezděkov nad Metují ·
Bohuslavice ·
Borová ·
Božanov ·
Broumov ·
Brzice ·
Bukovice ·
Černčice ·
Červená Hora ·
Červený Kostelec ·
Česká Čermná ·
Česká Metuje ·
Česká Skalice ·
Dolany ·
Dolní Radechová ·
Hejtmánkovice ·
Heřmanice ·
Heřmánkovice ·
Horní Radechová ·
Hořenice ·
Hořičky ·
Hronov ·
Hynčice ·
Chvalkovice ·
Jaroměř ·
Jasenná ·
Jestřebí ·
Jetřichov ·
Kramolna ·
Křinice ·
Lhota pod Hořičkami ·
Libchyně ·
Litoboř ·
Machov ·
Martínkovice ·
Mezilečí ·
Mezilesí ·
Meziměstí ·
Nahořany ·
Náchod ·
Nové Město nad Metují ·
Nový Hrádek ·
Nový Ples ·
Otovice ·
Police nad Metují ·
Provodov-Šonov ·
Přibyslav ·
Rasošky ·
Rožnov ·
Rychnovek ·
Říkov ·
Sendraž ·
Slatina nad Úpou ·
Slavětín nad Metují ·
Slavoňov ·
Stárkov ·
Studnice ·
Suchý Důl ·
Šestajovice ·
Šonov ·
Teplice nad Metují ·
Velichovky ·
Velká Jesenice ·
Velké Petrovice ·
Velké Poříčí ·
Velký Třebešov ·
Vernéřovice ·
Vestec ·
Vlkov ·
Vršovka ·
Vysoká Srbská ·
Vysokov ·
Zábrodí ·
Zaloňov ·
Žďár nad Metují ·
Žďárky ·
Žernov